# 위상군
군론에서 위상군(位相群, 영어: topological group)은 위상이 주어진 군으로서 위상적 구조와 대수적 구조가 서로 어울리는 경우이다. 즉, 이는 군의 연산이 연속 함수임을 말한다.

## 정의
{\displaystyle G}가 군인 동시에 위상 공간이라 하자. 이때 군의 연산
{\displaystyle G\times G\to G}
{\displaystyle (x,y)\mapsto xy}
와
{\displaystyle G\to G}
{\displaystyle x\mapsto x^{-1}}
이 연속 함수일 경우 {\displaystyle G}를 위상군이라 한다. (여기에서 {\displaystyle G\times G}에는 곱위상을 준다.)
범주론의 언어를 사용하면, 일반적인 군이 집합과 함수의 범주의 군 대상인 것과 마찬가지로, 위상군을 위상 공간과 연속 함수의 범주의 군 대상으로 정의할 수도 있다.
위상군과 연속 군 준동형들의 범주는 {\displaystyle \operatorname {TopGrp} }라고 한다.

## 성질
국소 콤팩트 하우스도르프 위상군의 경우, 하르 측도라는 측도가 (규격화를 무시하면) 표준적으로 존재한다. 국소 콤팩트 아벨 위상군의 경우, 폰트랴긴 쌍대성이 존재한다.

### 군론적 성질
위상군 {\displaystyle G}에서, 임의의 {\displaystyle g\in G}에 대하여,
{\displaystyle g\cdot \colon G\to G}
{\displaystyle \cdot g\colon G\to G}
는 모두 위상동형사상이며,
{\displaystyle ^{-1}\colon G\to G}
도 위상동형사상이다.
위상군의 임의의 부분군은 (부분 공간 위상에 대하여) 위상군을 이룬다. 위상군 {\displaystyle G}의 임의의 정규 부분군 {\displaystyle N\vartriangleleft G}에 대한 몫군 {\displaystyle G/N}은 (몫위상을 주면) 위상군을 이룬다. 닫힌 정규 부분군의 경우, 몫군은 하우스도르프 공간이다. 열린 정규 부분군의 경우, 몫군은 이산 공간이다.
위상군 {\displaystyle G}에서, 항등원을 포함하는 연결 성분 {\displaystyle G_{0}}는 {\displaystyle G}의 닫힌 정규 부분군을 이루며, 몫군 {\displaystyle G/G_{0}}은 완전 분리 공간이다.
위상군 {\displaystyle G}의 부분군 {\displaystyle H\leq G}에 대하여, 다음 두 조건 가운데 정확히 하나가 성립한다.
- 열린닫힌집합이다.
- 내부가 공집합이다.

모든 열린 부분군은 닫힌 부분군이다. 유한 지표 부분군의 경우, 열린 부분군과 닫힌 부분군인 것은 서로 동치이다. 콤팩트 위상군에서, 열린 부분군은 유한 지표 닫힌 부분군과 동치이다.
증명:
만약 {\displaystyle U=\operatorname {int} H}이며 {\displaystyle u\in U}라면,
{\displaystyle H=\bigcup _{h\in H}hu^{-1}U}
이며, {\displaystyle g\mapsto hu^{-1}g}가 위상동형사상이므로 {\displaystyle hu^{-1}U}는 열린집합이다. 따라서, {\displaystyle H}는 열린집합이다.
위상군 {\displaystyle G}의 임의의 부분군 {\displaystyle H\leq G}에 대하여,
{\displaystyle H=G\setminus \bigcup _{g\in G\setminus H}gH}
이다. 만약 {\displaystyle H}가 열린 부분군이라면, 모든 {\displaystyle gH}가 열린집합이므로, {\displaystyle H}는 닫힌집합이다. 만약 {\displaystyle H}가 유한 지표 닫힌 부분군이라면, 모든 {\displaystyle gH}가 닫힌집합이며, 서로 다른 {\displaystyle gH}들의 수는 유한하므로, {\displaystyle H}는 열린집합이다.
만약 {\displaystyle G}가 콤팩트 위상군이며, {\displaystyle H}가 {\displaystyle H\leq G}가 열린 부분군이라면,
{\displaystyle G=\bigsqcup _{gH\in G/H}gH}
이므로, {\displaystyle G/H}는 유한 부분 덮개를 가지며, 이는 스스로일 수밖에 없다. 즉, 지표 {\displaystyle |G:H|=|G/H|}는 유한하다.

### 위상수학적 성질
모든 위상군은 완비 정칙 공간이다. 따라서, 위상군에 대하여 다음 조건들이 서로 동치이다.
- 콜모고로프 공간이다.
- T1 공간이다.
- 하우스도르프 공간이다.
- 티호노프 공간이다.
- 자명한 부분군 {\displaystyle \{1\}}이 닫힌집합이다.

위상군의 기본군은 항상 아벨 군이다. 위상군의 0차 "호모토피 군" {\displaystyle \pi _{0}(G)}는 (일반적인 위상 공간의 경우와 달리) 실제로 군을 이루며, 이는 아벨 군이지 않을 수 있다.
버코프-가쿠타니 정리(영어: Birkhoff–Kakutani theorem)에 따르면, 위상군 {\displaystyle G}에 대하여, 다음 조건들이 서로 동치이다.
- 제1 가산 공간이다. 즉, {\displaystyle 1_{G}}가 가산 국소 기저를 갖는다.
- 유사 거리화 가능 공간이다.
- (왼쪽 불변 유사 거리화 가능성) {\displaystyle G}의 위상은 어떤 유사 거리 함수 {\displaystyle d\colon G\times G\to [0,\infty )}로부터 유도되며, 이는 {\displaystyle \forall g,h,k\in G\colon d(kg,kh)=d(g,h)}를 만족한다.
- (오른쪽 불변 유사 거리화 가능성) {\displaystyle G}의 위상은 어떤 유사 거리 함수 {\displaystyle d\colon G\times G\to [0,\infty )}로부터 유도되며, 이는 {\displaystyle \forall g,h,k\in G\colon d(gk,hk)=d(g,h)}를 만족한다.

## 예
모든 군은 이산 위상을 주거나 비이산 위상을 주어 위상군으로 만들 수 있다. 모든 리 군은 표준적인 위상에 따라 위상군을 이룬다. 모든 사유한군 역시 표준적인 위상에 따라 위상군을 이룬다.
수론에서, 이델 군 및 갈루아 확대의 갈루아 군 {\displaystyle \operatorname {Gal} (L/K)}은 자연스럽게 위상군을 이룬다. 대수기하학에서, 에탈 기본군은 사유한군이므로 자연스럽게 위상군을 이룬다.
모든 위상 벡터 공간은 덧셈에 대하여 아벨 위상군을 이룬다. 만약 위상 벡터 공간이 유한 차원 실수 벡터 공간이 아니라면, 이는 리 군이 아니다. 실수 또는 복소수 힐베르트 공간 {\displaystyle {\mathcal {H}}} 위에 유니터리 작용소들의 군 {\displaystyle \operatorname {U} ({\mathcal {H}})}는 작용소 노름을 부여하면 위상군을 이룬다.
유리수의 덧셈군 {\displaystyle \mathbb {Q} }는 위상군을 이루며, 이는 리 군이 아니다.
모든 위상환은 덧셈군으로서 위상군을 이룬다.

## 참고 문헌
- Arhangel’skii, Alexander; Tkachenko, Mikhail (2008). 《Topological Groups and Related Structures》 (영어). Atlantis Press. doi:10.2991/978-94-91216-35-0. ISBN 90-78677-06-6.
- Husain, Taqdir (1981). 《Introduction to Topological Groups》 (영어). R.E. Krieger Publishing Company. ISBN 0-89874-193-9.
- Pontryagin, Lev S. (1986). 《Topological Groups》 (영어). 번역 Arlen Brown, P.S.V. Naidu 3판. Gordon and Breach Science Publishers. ISBN 2-88124-133-6.

## 같이 보기
- 리 군
- 대수군
- 위상환